# Чендемерово
Чендемерово (мар. Чылдемыр) — деревня в Сернурском районе республики Марий Эл Российской Федерации. Входит в состав и является административным центром Чендемеровского сельского поселения.
Численность населения — 343 чел. (2010 год).

## География
Чендемерово располагается в 5 км на юго-запад от административного центра Сернурского района — пгт Сернур. Через деревню проходит дорога регионального значения Большая Коклала — Чендемерово — Кужнурово. На север от деревни проходит автодорога Йошкар-Ола — Сернур.

## История
Деревня Чендемерово основана в начале XVIII века переселенцами из деревни Большая Коклала и названа по имени одного из первопоселенцев Чылдемыра.
В 1931 году жители образовали коллективное хозяйство «Йошкар Пеледыш», позже вошедший в состав колхоза «За коммунизм». В 1991 году колхоз преобразован в коллективно-долевое предприятие «Земледеец».

## Население
| 2002 | 2010 |
| ---- | ---- |
| 320  | ↗343 |

## Современное положение
В деревне располагается администрация сельского поселения. Действует культурно-досуговый центр, сельская библиотека, отделение врача общей практики, ветеринарный пункт, магазины. Школы и детского сада нет.
Жилой фонд представлен двухквартирными и индивидуальными домами усадебного типа. Централизованное водоснабжение и водоотведение отсутствует. Дома газифицированы.
В 2013 году в деревне был установлен обелиск «Слава защитникам Отечества» в виде кирпичной стелы с мемориальной доской. Перед стелой — постамент с Вечным огнем и двумя солдатскими касками.
В деревне Чендемерово на государственной охране как памятники регионального значения находятся две священные рощи (кюсото) — недействующая (с сохранившимися отдельно стоящими деревьями) в 700 м к западу-юго-западу и действующая общедеревенская в 700 м к северо-западу от центра деревни.